# Воля-Ґрабська
Воля-Ґрабська (пол. Wola Grabska) — село в Польщі, у гміні Пневи Груєцького повіту Мазовецького воєводства.
Населення — 39 осіб (2011).
У 1975-1998 роках село належало до Радомського воєводства.

## Демографія
Демографічна структура станом на 31 березня 2011 року:
|          | Загалом | Допрацездатний вік | Працездатний вік | Постпрацездатний вік |
| -------- | ------- | ------------------ | ---------------- | -------------------- |
| Чоловіки | 18      | 4                  | 11               | 3                    |
| Жінки    | 21      | 4                  | 11               | 6                    |
| Разом    | 39      | 8                  | 22               | 9                    |